# Schlangenbad
Schlangenbad település Németországban, Hessen tartományban. Lakosainak száma 6417 fő (2023. december 31.). Schlangenbad Taunusstein és Bad Schwalbach községekkel határos.

## Népesség
A település népességének változása:
| Lakosok száma | 6433 | 6446 | 6482 | 6481 | 6417 |
|               | 2017 | 2019 | 2021 | 2022 | 2023 |